# Maverick (film)
Maverick – western produkcji amerykańskiej powstały na podstawie serialu tv z lat 50. XX wieku pod tym samym tytułem. Film wyreżyserował Richard Donner, a w rolach głównych wystąpili Mel Gibson, Jodie Foster i James Garner.
Film był nominowany do Oscara w kategorii najlepsze kostiumy.

## Obsada
- Mel Gibson – Bret Maverick
- Jodie Foster – Annabelle Bransford
- James Garner – Szeryf Zane Cooper/Beau „Pappy” Maverick
- Graham Greene – Joseph
- Alfred Molina – Angel
- James Coburn – Komandor Duvall
- Paul L. Smith – The Archduke
- Geoffrey Lewis – Matthew Wicker
- Danny Glover – mężczyzna, który napadł na bank